# Kameanka, Lutuhîne
Kameanka (în ucraineană Кам'янка) este localitatea de reședință a comunei Kameanka din raionul Lutuhîne, regiunea Luhansk, Ucraina.

## Demografie
Componența lingvistică a localității Kameanka
     Ucraineană (76,76%)
     Rusă (11,41%)
Conform recensământului din 2001, majoritatea populației localității Kameanka era vorbitoare de ucraineană (76,76%), existând în minoritate și vorbitori de rusă (11,41%).